# Agathosma concava
Agathosma concava är en vinruteväxtart som beskrevs av Neville Stuart Pillans. Agathosma concava ingår i släktet Agathosma och familjen vinruteväxter. Inga underarter finns listade i Catalogue of Life.